# Oceania Rugby Junior Trophy 2020
El Oceania Rugby Junior Trophy del 2020 fue la quinta edición del torneo que organiza Oceania Rugby.
El equipo de Samoa, se coronó como campeón del torneo, clasificando al Trophy 2020, a disputarse en España en septiembre.
El torneo se disputó en el Apia Park, de la ciudad de Apia en Samoa.

## Equipos participantes
- Selección juvenil de rugby de Samoa (Samoa M20)
- Selección juvenil de rugby de Tonga (Junior ‘Ikale Tahi)

## Resultados
| 22 de febrero, 16:00 | Samoa | 36 - 0  | Tonga | Apia Park, Apia, Samoa |  |
|                      |       | Reporte |       |                        |  |

| Bandera de Samoa |
| Campeón Samoa    |
| Primer título    |